# Südliches Quechua
Südliches Quechua oder südliches Ketschua (Quechua Urin Qichwa, Urin Qhichwa, Qhichwa simi, spanisch Quechua sureño, auch Chanka-Qullaw bzw. Chanca-Collao) bezeichnet die eng miteinander verwandten Quechua-Varietäten Südperus, Boliviens und Argentiniens sowie die auf Grundlage der Varietäten Südperus und Boliviens entstandene gemeinsame Schriftsprache.

## Klassifikation und Verbreitung

Verbreitungsgebiet des südlichen Quechua

Das südliche Quechua, das nach Alfredo Torero auch als Quechua II c bezeichnet wird, bildet eine der Untergruppen des Quechua II oder Wampuy. Es umfasst die Quechua-Varietäten Südperus (ab Huancavelica südwärts), Boliviens und Argentiniens.
Strukturell lassen sich unterscheiden das Chanka-Quechua in den peruanischen Departamentos Ayacucho, Huancavelica und Teilen von Apurímac, das Qusqu-Qullaw-Quechua im Gebiet der peruanischen Departamentos Cusco, Puno, Arequipa und einem Teil von Apurímac sowie in Bolivien und das Quichua Santiagueño der argentinischen Provinz Santiago del Estero. Eine ältere Sprachstufe des Südlichen Quechua stellt das schriftlich überlieferte Klassische Quechua dar.
Die Zahl der Sprecher, die zu diesem Zweig des Quechua gehörende Varietäten sprechen, beträgt ungefähr 5 Millionen, also etwa die Hälfte aller Quechua-Sprecher.

## Sprachstandardisierung
Der entscheidende Schritt zu einem gemeinsamen Rechtschreibstandard geht auf den peruanischen Linguisten Rodolfo Cerrón Palomino zurück, der selbst allerdings das zu einer anderen Dialektgruppe (Quechua I) gehörende Wanka-Quechua als Muttersprache spricht. Unterstützt wurde Cerrón hierbei von seinem Kollegen Alfredo Torero. Dieser Standard wird inzwischen von vielen Einrichtungen Perus akzeptiert und dient auch als Grundlage für die Software-Übersetzungen von Microsoft ins Quechua. Er beinhaltet ursprüngliche Strukturen der heute gesprochenen südlichen mündlichen Quechua-Varietäten. Beispiele:
| Ayacucho  | Cuzco     | Standard des südlichen Quechua | Übersetzung                     |
| --------- | --------- | ------------------------------ | ------------------------------- |
| upyay     | uhyay     | upyay                          | „trinken“                       |
| utqa      | usqha     | utqha                          | „schnell“                       |
| llamkay   | llank'ay  | llamk'ay                       | „arbeiten“                      |
| ñuqanchik | nuqanchis | ñuqanchik                      | „wir (inklusiv)“                |
| -chka-    | -sha-     | -chka-                         | (Suffix: unvollendete Handlung) |
| punchaw   | p'unchay  | p'unchaw                       | „Tag“                           |

Die unterschiedlichen regionalen Aussprachen und der Vergleich mit einer standardisierten Schreibung sind stellenweise auch Thema im Quechua-Unterricht in der Interkulturellen zweisprachigen Erziehung in Peru.
Für das Quechua in Bolivien wird inzwischen der gleiche Standard verwendet, so auch in der Interkulturellen zweisprachigen Erziehung, mit nur einer Ausnahme: statt "h" wird das auch im Spanischen für den [h]-Laut verwendete "j" geschrieben. Im Gebiet des Chanka-Quechua (Ayacucho und Huancavelica in Peru) wird wiederum bisher – zumindest bei der Alphabetisierung – auf die Wiedergabe der Hauch- und Explosivlaute verzichtet, wie sie nur im Quechua Qusqu-Qullaw vorkommen, und -pa statt der Kurzform -p für die Genitiv-Endung geschrieben. Cerróns Vorschlag sieht jedoch eine einheitliche Orthographie für das gesamte südliche Quechua-Sprachgebiet vor, ohne dabei bereits eine einheitliche Aussprache festlegen zu wollen.
Folgende Buchstaben werden für den ererbten Quechua-Wortschatz sowie für Entlehnungen aus dem Aymara verwendet:

a, ch, chh, ch', h, i, k, kh, k', l, ll, m, n, ñ, p, ph, p', q, qh, q', r, s, t, th, t', u, w, y.
An Stelle des sh der übrigen (nördlichen und zentralen) Varianten steht s.

An Stelle des ĉ von Junín, Cajamarca und Lambayeque steht ch.
Die Buchstaben e und o werden, wie generell in der offiziellen Quechua-Schreibung für alle Varianten, nicht für ererbte Quechua-Wörter verwendet, da es sich bei den entsprechenden Lauten um Allophone von i und u handelt, die in Nachbarschaft zu q, qh, q' auftreten.
Folgende Buchstaben werden nur in Lehnwörtern aus dem Spanischen und anderen Sprachen (nicht aus dem Aymara) verwendet:

b, d, e, f, g, o.
Nur in Eigennamen oder direkt übernommenen spanischen Ausdrücken treten auf:

c, v, x, z;
j (in Peru; in Bolivien steht es an Stelle von h).
Die Rechtschreibung des Südlichen Quechua kommt der von den Inkas (zumindest in der Endphase des Inka-Reichs) sowie in der frühen Kolonialzeit als Lingua franca (Lengua general) verwendeten Quechua-Varietät sehr nahe. Es wird jedoch nicht mehr zwischen "s" und "sh" unterschieden ("c"/"z" und "s" in der alten Schreibung; der Unterschied ist in den anderen heutigen Quechua-Varietäten noch vorhanden), ebenso wird nur noch "-ta" und nicht mehr "-kta" im Akkusativ verwendet, da es diese alten Merkmale des Quechua in keiner der heutigen südlichen Quechua-Varietäten mehr gibt.